# Wammetsberg
Wammetsberg ist ein Gemeindeteil von Eurasburg im oberbayerischen Landkreis Bad Tölz-Wolfratshausen. Der Weiler liegt circa eineinhalb Kilometer südwestlich von Beuerberg und ist über die Staatsstraße 2064 zu erreichen.